# Гатт, Роберт
Роберт Гатт (мальт. Robert Gatt; 7 мая 1949) — мальтийский футболист и тренер.

## Биография
В качестве футболиста выступал на позиции вратаря за мальтийские команды «Зеббудж Рейнджерс» и «Флориана». Вызывался в национальную команду страны, за которую провел пять игр. Став тренером, Гатт возглавлял молодежную сборную Мальты. По ходу 1996 года он руководил главной сборной «крестоносцев». Затем долгое время он являлся наставником «Хибернианса», с которым побеждал в чемпионате и в кубке страны. Затем Гатт являлся техническим директором Футбольной ассоциации Мальты. 29 февраля 2012 года специалист исполнял обязанности наставника сборной в победном товарищеском матче с Лихтенштейном (2:1).

## Достижения

### Футболиста
- Обладатель Кубка Мальты (1): 1980/81.

### Тренера
- Чемпион Мальты (1): 2001/02.
- Обладатель Кубка Мальты (2): 2005/06, 2006/07